# Municipio de Morton (Dakota del Sur)
El municipio de Morton (en inglés: Morton Township) es un municipio ubicado en el condado de Day en el estado estadounidense de Dakota del Sur. En el año 2010 tenía una población de 70 habitantes y una densidad poblacional de 0,75 personas por km².

## Geografía
El municipio de Morton se encuentra ubicado en las coordenadas 45°16′8″N 97°25′4″O / 45.26889, -97.41778. Según la Oficina del Censo de los Estados Unidos, el municipio tiene una superficie total de 93.32 km², de la cual 92 km² corresponden a tierra firme y (1,41 %) 1,32 km² es agua.

## Demografía
Según el censo de 2010, había 70 personas residiendo en el municipio de Morton. La densidad de población era de 0,75 hab./km². De los 70 habitantes, el municipio de Morton estaba compuesto por el 100 % blancos. Del total de la población el 0 % eran hispanos o latinos de cualquier raza.